# Érard de La Marck
Pour les articles homonymes, voir de La Marck.
Érard de la Marck, né le 31 mai 1472 à Sedan, dans l'actuel département français des Ardennes, et mort le 16 février 1538  à Liège, est le cadet de la maison de La Marck, puissante famille d'origine germanique, qui s’est efforcée depuis le XIe siècle d’accroître sa puissance vers l’ouest, tout d’abord la Ruhr, ensuite le pays de Liège et enfin la France. Il est l'initiateur du palais des princes-évêques actuel de Liège.

## Biographie

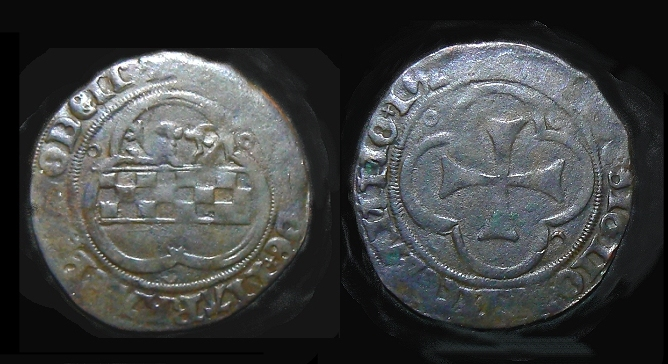
Monnaie liégeoise d'Érard de La Marck.

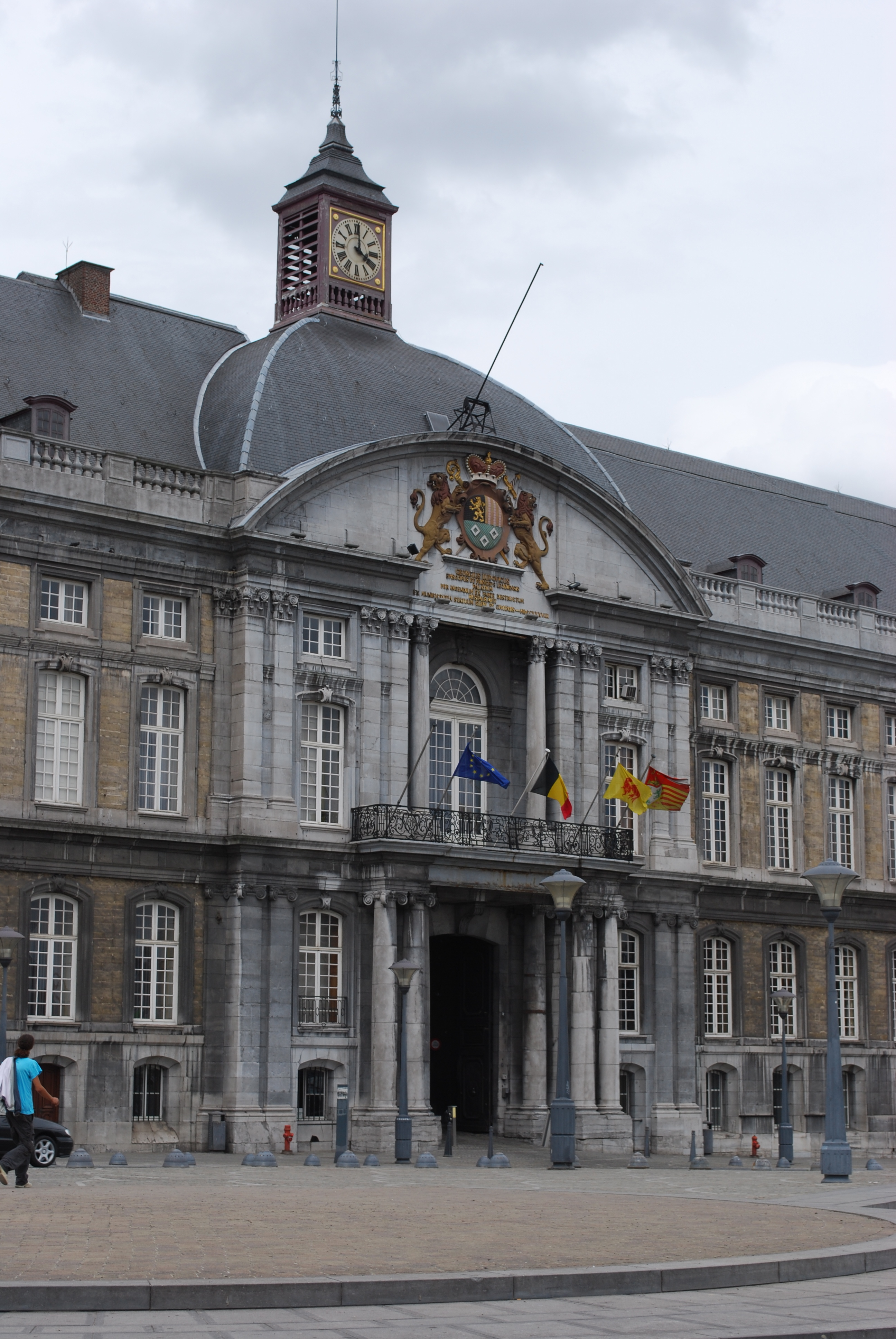
Palais des princes-évêques.

Érard de La Marck est prince-évêque de Liège de 1505 à 1538.
Il est également évêque de Chartres, en France, et archevêque de Valence, en Espagne. Il est nommé cardinal par Léon X, avec l'appui de Charles Quint. Mais il est aussi chanoine de Trèves et de Tours et de Saint-Lambert, en 1500.
Érard est le troisième fils de Robert Ier de La Marck, seigneur de Sedan, et de Jeanne de Saulcy, dite de Marlay, dame de Florenge. Il est le neveu de Guillaume de La Marck, le célèbre « sanglier des Ardennes », et d'Évrard IV de La Marck, les ennemis de Louis de Bourbon et de Jean de Hornes. Il étudie à l'université de Cologne (droit civil et droit canonique) avant de perfectionner sa formation à la cour du roi de France Louis XII, qui lui obtint le titre de prince-évêque de Liège que convoitaient également les Habsbourg.
Érard de La Marck est déjà, entre autres, chanoine de Tours et prieur commendataire de Saint-Michel près de Chalon-sur-Saône lors du décès de Jean de Hornes le 18 décembre 1505 qui lui offre la perspective de l'épiscopat liégeois.
Appuyée par un bref de Jules II qui dit agir en son nom et celui du roi de France Louis XII, sa candidature sensibilise les chanoines de Saint-Lambert. Mais surtout, des raisons pratiques conseillent cette élection : la soi-disant restitution du duché de Bouillon et la tyrannie du mambourg et grand-mayeur de la Cité, Évrard IV de La Marck. Érard de La Marck est élu à l'unanimité le 30 décembre 1505, contre Jacques de Croÿ, évêque de Cambrai, soutenu par Philippe le Beau. Il est sacré le 2 mai 1506.
La foule assista à la « Joyeuse Entrée » du prince-évêque dans sa principauté le 30 mai 1506.
Sur le plan de la politique extérieure, après avoir d'abord recherché les bonnes grâces du roi de France, il s'allie avec l'empereur germanique Maximilien Ier du Saint-Empire. Il réussit à garantir la paix dans la principauté durant tout son règne.
En 1508, il recrute en qualité de secrétaire particulier le jeune Jérôme Aléandre, qui devait plus tard, comme nonce apostolique, s'illustrer dans la persécution des premiers protestants.
Le 10 avril 1509, Érard de La Marck reçoit les droits régaliens de l'empereur Maximilien Ier, qui confirme les privilèges de la principauté octroyés par ses prédécesseurs.
Le 11 avril 1511, il participe, en tant qu'évêque de Chartres à un synode de l'Église de France, convoquée à Lyon par Louis XII.
Il participe à la Diète de Worms qui, en 1521, met Luther — qu'il compare au diable en personne — au ban de l’Empire. Son rôle dans les premières manifestations de la Contre-Réforme est évident. Érard souhaite mettre de l'ordre dans les affaires de son diocèse, mais ses initiatives sont souvent ruinées par son partenaire le plus puissant, le chapitre cathédral (soixante chanoines, dotés du redoutable privilège d'exemption, formant un foyer de résistance opposé à toute idée de changement), et par le clergé secondaire (exempt lui aussi).
L'évêque s'engage très tôt dans la répression de l'hérésie protestante. Il est très dur avec les hérétiques (1528 – première exécution), et se montre implacable avec les Rivageois affamés venus se plaindre devant son palais (2 juillet 1531) : il fait torturer et décapiter les meneurs et demande des excuses à genoux aux autres participants.
Il est avide de pouvoir et ne supporte pas que l'on mette son autorité en doute.
Il ne faut pas voir là la pauvreté de Liège, mais il faut davantage analyser la situation politique et économique dans laquelle la principauté se situe. Le marché est instable, au cœur d'une Europe déchirée entre plusieurs partis. Le prix du grain augmente : le prince-évêque interdit toute exportation afin d'éviter la pénurie : les dons faits aux Rivageois sont loin d'être suffisants. Ensuite, la peste fait des ravages dans les campagnes (1513). La Meuse, célèbre aussi pour sa pollution millénaire, était probablement un facteur lourd de conséquences pour les Rivageois.
Son règne est considéré comme le plus fastueux de l'histoire du pays de Liège. On lui doit notamment la reconstruction du palais des princes-évêques, ruiné par les guerres du siècle précédent (notamment par le sac de Liège par Charles le Téméraire qui détruit tout, excepté les édifices religieux) et la restauration de nombreux monuments, dont la collégiale Saint-Martin (par Paul de Ryckel). Il confia la tâche de redresser l'architecture liégeoise à son architecte favori, Arnold van Mulken et offrit à Lambert Lombard, jeune peintre liégeois fasciné par la Renaissance, un voyage en Italie pour s'inspirer des artistes italiens et rapporter ses connaissances à la principauté. Il devait aussi rapporter une collection d'œuvres d'art à la principauté pour décorer le palais, mais à la mort d'Érard, toutes les œuvres furent revendues aux Médicis.
En 1507, Louis XII lui accorde sur recommandation de son ami, le cardinal Georges d'Amboise — véritable chef du Royaume — l’évêché de Chartres. Le cumul ne s’arrêtera pas. En 1518, Érard obtient la commande de l’abbaye Saint-Michel d'Anvers. En 1520, il est désigné à la tête du très riche archevêché de Valence en Espagne.
Le 9 août 1520, Érard, avec l'appui du nouvel empereur Charles Quint qu'il a soutenu contre François Ier pendant la campagne pour l'élection impériale, est promu cardinal mais « sa nomination restera secrète quelque temps par égard pour la France » qui considère Érard comme son « mortel ennemi ».
Le 9 août 1521, le Prince-évêque de Liège est ouvertement présenté cardinal du titre de Saint-Chrysogone et la cérémonie publique a lieu le 9 septembre 1521.
Il est inhumé dans la crypte de la cathédrale Saint-Paul de Liège, et sa tombe est visible au Trésor de Liège, dans cette même cathédrale.

#### Monographies
- Théodose Bouillé, Histoire de la Ville et Pays de Liège, t. 2, Liège, Guillaume Barnabé, 1731 (lire en ligne), p. 277-336.
- Eugène Buchin, Le règne d'Érard de La Marck, Liège, H. Vaillant-Carmanne, 1931 (lire en ligne), p. 99-112.
- Suzanne Collon-Gevaert, Érard de La Marck et le palais des princes-évêques de Liège, Liège, Vaillant-Carmanne, 1975, 157 p.
- Joseph Daris, Histoire du diocèse et de la principauté de Liège pendant le XVIe siècle, Liège, Louis Demarteau, 1884, 698 p. (lire en ligne), « La principauté et le diocèse sous Érard de La Marck », p. 1-122.
- Étienne de Gerlache, Histoire de Liège depuis César jusqu'à Maximilien de Bavière, Bruxelles, Édition M. Hayez, 1843
- Léon-Ernest Halkin, Réforme protestante et réforme catholique au diocèse de Liège. Le cardinal de la Marck, prince-évêque de Liège (1505-1538), Liège, H. Vaillant-Carmanne, 1930, 313 p. (Prix Thérouanne de l'Académie française en 1931)
- Léon-Ernest Halkin, Les conflits de juridiction entre Erard de La Marck et le chapitre cathédral de Chartres., Liège et Paris, Droz, coll. « Bibliothèque de la Faculté de philosophie et lettres de l'Université de Liège » (no LII), 1933, 144 p. (présentation en ligne)
- Ferdinand Henaux, Histoire du pays de Liège, t. II, Liège, Imprimerie J. Desoer, 1874, 3e éd.

#### Articles
- Edmond Reusens, « Érard de La Marck, prince-évêque de Liège. Extraits de la chronique de Jean de Brusthem, 1506-1538 », Bulletin de l'institut archéologique liégeois, Liège, t. VIII,‎ 1866, p. 1-104 (ISSN 0776-1260, lire en ligne).
- Camille de Borman, « Notes relatives aux comtes de La Marck, etc. », Bulletin de l'institut archéologique liégeois, Liège, t. XI,‎ 1872, p. 457-462 (ISSN 0776-1260, lire en ligne).
- Ferdinand Tihon, « Documents concernant les La Marck et l'évêque Jean de Hornes », Bulletin de l'institut archéologique liégeois, Liège, t. XXXVIII,‎ 1908, p. 305-356 (ISSN 0776-1260, lire en ligne).
- Léon-Ernest Halkin, « L'élection du prince-évêque de Liège Érard de La Marck », Bulletin de l'institut archéologique liégeois, Liège, t. LII,‎ 1928, p. 31-59 (ISSN 0776-1260, lire en ligne).
- Rodolphe de Warsage, « Le palais d'Érard à Marcka », Bulletin de la Société royale Le Vieux-Liège, t. II, no 36,‎ 1936, p. 090-092 (ISSN 0776-1309).
- Rodolphe de Warsage, « Une procession au XVIe siècle sous Érard de La Marck », Bulletin de la Société royale Le Vieux-Liège, t. II, no 56,‎ 1939, p. 411-411 (ISSN 0776-1309).
- Léon-Ernest Halkin, « La personnalité d'Érard de La Marck », Bulletin de la Société royale Le Vieux-Liège, t. IV, no 107,‎ 1954, p. 391-394 (ISSN 0776-1309).
- Suzanne Collon-Gevaert, « La source iconographique du mausolée d'Érard de La Marck », Bulletin de la Société royale Le Vieux-Liège, t. IV, no 108,‎ 1955, p. 455-458 (ISSN 0776-1309).
- Jean Yernaux, « L'argenterie de l’hôtel des comtes de La Marck à Liège en 1655 », Bulletin de l'institut archéologique liégeois, Liège, t. LXVII,‎ 1949-1950, p. 231-240 (ISSN 0776-1260, lire en ligne).
- Suzanne Collon-Gevaert, « La source iconographique du mausolée d'Érard de La Marck », Bulletin de la Société royale Le Vieux-Liège, t. IV, no 108,‎ 1955, p. 455-458 (ISSN 0776-1309).
- Léon-Ernest Halkin, « Nouveaux documents sur l’élection d’Érard de La Marck », Bulletin de l'institut archéologique liégeois, Liège, t. LXXI,‎ 1955-1956, p. 233-247 (ISSN 0776-1260, lire en ligne).
- Suzanne Collon-Gevaert, « À propos d'un portrait d'Érard de La Marck », Bulletin de la Société royale Le Vieux-Liège, t. VIII, no 185,‎ 1974, p. 349-353 (ISSN 0776-1309).
- Hadrien Kockerols, « Le tombeau du cardinal de La Marck revisité », Bulletin de la Société royale Le Vieux-Liège, t. XV, no 329,‎ 2010, p. 491-513 (ISSN 0776-1309).
- Paul Bruyère, « Érard de La Marck, promoteur en 1512 de la procession de la translation de saint Lambert », Bulletin de la Société royale Le Vieux-Liège, t. XVI, no 336,‎ 2012, p. 129-176 (ISSN 0776-1309).
- Paul Wathelet, « Les Princes-Évêques Érard de La Marck et Ernest de Bavière à Liège », Seizième siècle, no 11,‎ 2015, p. 59-79.